# Vile
Vile é uma povoação portuguesa sede da Freguesia de Vile do Município de Caminha, freguesia com 2,8 km² de área e 288 habitantes (censo de 2021), tendo, por isso, uma densidade populacional de 102,9 hab./km².

## Demografia
A população registada nos censos foi:
| Distribuição da População por Grupos Etários | Distribuição da População por Grupos Etários | Distribuição da População por Grupos Etários | Distribuição da População por Grupos Etários | Distribuição da População por Grupos Etários |
| -------------------------------------------- | -------------------------------------------- | -------------------------------------------- | -------------------------------------------- | -------------------------------------------- |
| Ano                                          | 0-14 Anos                                    | 15-24 Anos                                   | 25-64 Anos                                   | > 65 Anos                                    |
| 2001                                         | 62                                           | 54                                           | 165                                          | 47                                           |
| 2011                                         | 37                                           | 40                                           | 163                                          | 62                                           |
| 2021                                         | 29                                           | 33                                           | 142                                          | 84                                           |

## Localização
A freguesia de Vile fica a 12 km da sede do concelho de Caminha. Localiza-se na margem direira do Rio Âncora e do Monte de São Pedro de Varais que faz parte do monte de Santo Antão, este último fazendo parte da Serra de Arga.
Os seus limites são: a norte com a freguesia de Azevedo, a sul e a poente com a freguesia de Vila Praia de Âncora e a nascente com a freguesia de Riba de Âncora.
A freguesia de Vile fica a pouco mais de 1 km do mar. Do alto do Monte de São Pedro de Varais pode-se vislumbrar-se uma excelente paisagem — avista-se todo o Vale de Âncora desde a Serra de Arga até à foz do Rio Âncora, Espanha, e parte do Vale do Minho e Coura.

## História
A ocupação de Vile vem de épocas muito remotas, pré-históricas, como se pode comprovar pela Mamoa do Santo de Vile e por outros vestígios que se relacionam com este espólio. Na orla do Pinhal de Santo de Vile existe uma fábrica de telha e segundo as informações do seu proprietário, a anta é conhecida por Cova dos Mouros.
As Inquirições de 1258 referem que o território da paróquia de São Pedro de Varais fazia parte com Azevedo, por isso a independência total e constituição como freguesia deverá ter ocorrido pelo ano de 1640.
A respeito da história da freguesia de Vile no livro Inventário Colectivo dos Arquivos Paroquiais vol. II Norte Arquivos Nacionais/Torre do Tombo diz:
| “ | Esta freguesia e a de S. Miguel de Azevedo formaram uma única paróquia que teve como igreja o mosteiro beneditino de Varães». | ” |

Em meados do século XVIII a freguesia de Vile autonomizou-se da paróquia de São Pedro de Varais. O padroado desta freguesia pertencia ao colégio de São Bento de Coimbra, que apresentava o pároco e percebia os rendimentos. Segundo Pinheiro Leal, em 1768, o direito de apresentação pertencia ao convento beneditino de Tibães.
A Igreja matriz de Vile foi reconstruída em 1867 à custa do benemérito Bernardo Gonçalves Pereira.
Uma referência de Vile, a Capela de São Pedro de Varais, insere esta freguesia no contexto da formação da nacionalidade. Nessa época, pequenas ermidas e capelas faziam a defesa e protecção das populações assustadas e dizimadas pela guerra da Reconquista Cristã.

## Património
- Mamoa de Vile ou Mamoa do Santo de Vile
- Capela de São Pedro de Varais ou Capela de São Pedro de Varães
- Fonte da Presa das Cavadas
- Igreja de S. Sebastião (Vile), datada de 1675